# Ellen Schwiers
Ellen Schwiers (Stettino, 11 giugno 1930 – Berg, 26 aprile 2019) è stata un'attrice tedesca.
Appartenente a una famiglia di attori e registi (era figlia dell'attore Lutz Schwiers, sorella dell'attore Holger Schwiers, moglie del regista Peter Jacob e madre degli attori Katerina e Daniel Jacob), tra cinema e televisione lavorò in oltre un centinaio di differenti produzioni, a partire dalla fine degli anni quaranta.

## Biografia
Ellen Schwiers nasce a Stettino (ora Polonia) l'11 giugno 1930.
Da ragazzina lavora in una panetteria e da un giardiniere per contribuire al sostentamento della famiglia. Inoltre è costretta a cambiare spesso luogo di residenza sia a causa del lavoro di attore del padre, Lutz Schwiers, sia per sfuggire ai bombardamenti della seconda guerra mondiale, prima di trasferirsi stabilmente a Marburgo nel dopoguerra.
Proprio in quella città il padre fonda il Schauspielring (che in seguito diverrà il Marburger Schauspiel), dove Ellen Schwiers inizia a prendere lezioni di recitazione.
In seguito, Ellen Schwiers fa il suo debutto a teatro a Coblenza e in successivamente viene ingaggiata nei teatri di Francoforte sul Meno, Gottinga, Monaco di Baviera e Zurigo.  Fa quindi il suo debutto sul grande schermo nel 1949 nel film, diretto Kurt Hoffmann, Heimliches Rendezvous, dove interpreta il ruolo di Hildegard.
A metà degli anni cinquanta lavora nei film La strana guerra del sottufficiale Harsch di Paul May, I banditi dell'autostrada di Géza von Cziffra, Skandal um Dr. Vlimmen e L'amore è una meravigliosa estasi di Arthur Maria Rabenalt e Anastasia, l'ultima figlia dello zar di Falk Harnack.
In seguito, nel 1958 è tra gli interpreti principali del film diretto da Franz Peter Wirth Le armi e l'uomo e nel 1960 del film diretto da Wolfgang Staudte L'ultimo testimone. Questi due ruoli le valgono la nomination al Deutscher Filmpreis d'argento e d'oro, rispettivamente nel 1959 e nel 1961.
Nel 1982 fonda assieme al marito Peter Jacob la compagnia teatrale "Das Ensemble". Nel 1989 riceve la croce al merito di prima classe della Repubblica Federale Tedesca e il 29 aprile 1995 Ellen Schwiers viene insignita presso il castello di Ludwigsburg dell'Ordine al merito dello Stato di Baden-Württemberg.
Dal 2007 al 2009 è nel cast principale della serie televisiva della ZDF Doktor Martin, dove interpreta i ruolo di Zia Alma.
Ellen Schwiers muore dopo una lunga malattia nella sua casa di Berg, sul lago di Starnberg, il 26 aprile 2019, all'età di 88 anni.

## Filmografia parziale

### Cinema
- Heimliches Rendezvous, regia di Kurt Hoffmann (1949)
- La strana guerra del sottufficiale Harsch (08/15), regia di Paul May (1955)
- I banditi dell'autostrada (Banditen der Autobahn), regia di Géza von Cziffra (1955)
- Skandal um Dr. Vlimmen, regia di Arthur Maria Rabenalt (1956)
- Anastasia, l'ultima figlia dello zar (Anastasia - Die letzte Zarentochter), regia di Falk Harnack (1956)
- L'amore è una meravigliosa estasi (Zwischen Zeit und Ewigkeit), regia di Arthur Maria Rabenalt (1956)
- Der König der Bernina, regia di Alfred Lehner  (1957)
- Le armi e l'uomo (Helden), regia di Franz Peter Wirth (1958)
- Polikuska, regia di Carmine Gallone (1958)
- Med mord i bagaget, regia di Tom Younger (1959)
- La vacca e il prigioniero (La vache et le prisonnier), regia di Henri Verneuil (1959)
- Der Gauner und der liebe Gott, regia di Axel von Ambesser (1960)
- L'ultimo testimone (Der letzte Zeuge), regia di Wolfgang Staudte (1960)
- L'uomo che vinse la morte (The Brain), regia di Freddie Francis (1962)
- Matrimonio alla francese (Le Tonnerre de Dieu), regia di Denys de La Patellière (1965)
- Ballata per un pistolero, regia di Alfio Caltabiano (1967)
- Novecento, regia di Bernardo Bertolucci (1976)
- 3096 (3096 Tage), regia di Sherry Hormann (2013)

### Televisione
- L'ispettore Derrick - serie TV, episodi 07x08-08x03 (1980)
- Doktor Martin - serie TV, 14 episodi (2007-2009)
- In den besten Jahren, regia di Hartmut Schoen - film TV (2011)
- Nel flusso della vita (Im Fluss des Lebens), regia di Wolf Gremm - film TV (2011)

## Premi e nomination
- 1959 - Nomination al Deutscher Filmpreis d'argento come miglior attrice non protagonista per Le armi e l'uomo
- 1961 - Nomination al Deutscher Filmpreis d'oro come miglior attrice protagonista per L'ultimo testimone
- 2013 - Deutscher Schauspielpreis come miglior cameo ne In den besten Jahren

## Onorificenze
- 1989: Croce al merito di prima classe della Repubblica Federale Tedesca
- 1995: Ordine al merito dello Stato di Baden-Württemberg

## Doppiatrici italiane
- Lydia Simoneschi in Polikuska
- Dhia Cristiani in Matrimonio alla francese[13]
- Adriana De Roberto in Ballata per un pistolero
- Paila Pavese in Novecento